# Shimazaki in the Land of Peace
Shimazaki in the Land of Peace (japanisch 平和の国の島崎へ Heiwa no Kuni no Shimazaki e) ist eine Mangaserie von Autor Gōten Hamada und Zeichner Takeshi Sesimo, die seit 2022 in Japan erscheint.

## Inhalt
Dreißig Jahre lang lebte Shingo Shimazaki bei der Terrororganisation revolutionäre Armee der League for Economic Liberations. Er musste sich ihnen anschließen, nachdem er im Alter von neun Jahren einen Terroranschlag überlebt hatte, und wurde seither ausgebildet und in diverse Kriegsgebiete geschickt. Nun gelang ihm die Flucht, er ist nach Japan zurückgekehrt und will endlich ein normales Leben führen. Er versucht, sich in diesen für ihn neuen Alltag zu integrieren, doch manche eigentlich gewöhnliche Tätigkeiten fallen ihm schwer und sein Japanisch ist auffällig ungewöhnlich. Mit seinen Fähigkeiten aus der militärischen und Spionageausbildung versucht er all das zu bewältigen. Manche Mitmenschen helfen ihm, während andere seine Integration vereiteln wollen.

## Veröffentlichung
Die Serie startete im August 2022 im Magazin Morning, das sich an erwachsenes männliches Publikum richtet. Der Verlag Kodansha brachte die Kapitel auch gesammelt in bisher neun Bänden heraus (Stand Juni 2025). 2024 wurde der Manga mit dem Saito-Takao-Preis ausgezeichnet.
Eine deutsche Übersetzung wird seit März 2025 von Planet Manga in bisher drei Bänden herausgegeben (Stand August 2025). Auf Englisch erscheint die Serie beim amerikanischen Ableger von Kodansha, auf Italienisch bei J-Pop.